# Protozoa
A Protozoa (egyes számban: protozoon; görög proto: első + zoa: állatok) a korábban a protiszták országába sorolt, heterotróf, állati jellegű egysejtűek gyűjtőneve, nem valós rendszertani csoport. Heterotróf jellegük miatt újabban a csoport a se az állatok, se a gombák, se a növények, se a színes moszatok közé nem tartozó eukarióta élőlények gyűjtőneve. Az állatokéhoz hasonló sejtjeik miatt gyakran nevezik őket állati egysejtűeknek vagy régiesen állati véglényeknek, megkülönböztetésül az egysejtű gombáktól, növényektől és színes moszatoktól.
Legtöbbjük a mikroszkopikus mérettartományba tartozik, bár némelyek szabad szemmel is észlelhetők. Legkisebb ismert példányaik átmérője mindössze 0,8 μm; másik végletként a kihalt fajok közt 12 cm átmérőjű is volt. A jelenlegi legnagyobb a Syringammina fragilissima, mely akár a 20 cm-t is elérheti.
Az egysejtűeket vizsgáló tudományág a protozoológia. Hagyományosan a protozoológusok az amőbák, a különféle színtelen ostoros egysejtűek, a csillósok és a spórás egysejtűek kutatói. Bizonyos egysejtűeket történeti okokból más tudományterületeken tanulmányoznak, így például:
- a fotoszintetizáló ostoros egysejtűeket (ostoros moszatok, páncélos ostorosok), a kovamoszatokat és a zöldmoszatokat az algológusok,
- a nyálkagombákat (ezek egyes amőbák közeli rokonai) a mikológusok (mikrogomba-szakértők),
- a likacsoshéjúakat (foraminiferák) a mikropaleontológusok,
- az állati vagy humán protozoon kórokozókat (mint például a malária és a trichomoniázis okozóit) a parazitológusok.

A protozoológiáétól némiképp eltér a protisztológia vizsgálódási köre: ebbe beletartozik minden egysejtű szervezet, függetlenül leszármazásától, rokonságától. Mivel a protozoológia sem monofiletikus csoportot vizsgál, a protisztológia név mindinkább tért hódít.